# Iuriivka, Lutuhîne
Iuriivka (în ucraineană Юр'ївка) este o așezare de tip urban din raionul Lutuhîne, regiunea Luhansk, Ucraina. În afara localității principale, nu cuprinde și alte sate.

## Demografie
Componența lingvistică a așezării de tip urban Iuriivka
     Rusă (60,76%)
     Ucraineană (38,99%)
     Alte limbi (0,14%)
Conform recensământului din 2001, majoritatea populației așezării de tip urban Iuriivka era vorbitoare de rusă (60,76%), existând în minoritate și vorbitori de ucraineană (38,99%).